# Parafia św. Aleksandra Newskiego w Użusolach
Parafia św. Aleksandra Newskiego – parafia prawosławna w Użusolach, należąca do dekanatu kowieńskiego eparchii wileńskiej i litewskiej. 
Powstanie parafii w Użusolach było związane z napływem osadników narodowości rosyjskiej na ziemie skonfiskowane uczestnikom powstania styczniowego. Początkowo modlili się oni w tymczasowej, drewnianej kaplicy, zaś po 1866 posiadali własną cerkiew pod wezwaniem św. Aleksandra Newskiego. 
Przed I wojną światową liczebność parafii szacowana była na ok. tysiąc osób. W latach 1915–1919 placówka duszpasterska przestała działać po powołaniu jej proboszcza do armii carskiej. Po uzyskaniu niepodległości przez Litwę władze państwowe odebrały parafii plac o powierzchni 34 hektarów, pozwalając wykupić jedynie jego część o powierzchni 8 hektarów. W 1937 do parafii należało 840 osób. Placówka duszpasterska ponownie przestała działać po aresztowaniu w 1941 jej proboszcza, ks. Stiepana Siemienowa, przez NKWD (za udział w rosyjskiej wojnie domowej po stronie białych). W czasie walk niemiecko-radzieckich na terytorium Litwy od niemieckiego pocisku całkowicie spłonął dom parafialny. Po zakończeniu działań wojennych liczba parafian – mieszkańców Użusol i okolic – była szacowana na 637 osób. 
Władze stalinowskie zgodziły się na wznowienie działalności parafii, jednak nie pozwalały wybudować nowego domu parafialnego i znacjonalizowały pozostałą należącą do niej ziemię. Z powodu spadku liczby parafian, emigrujących do miast, w 1986 parafia w Użusolach została zlikwidowana, a cerkiew została świątynią pomocniczą parafii Zwiastowania w Kownie. Jednak z informacji zamieszczonej w 2018 r. na stronie eparchii wileńskiej i litewskiej wynika, że parafia w Użusolach funkcjonuje jako samodzielna. Nabożeństwa odprawiane są nieregularnie.